# Voer (Norddjurs Kommune)
 For alternative betydninger, se Voer. (Se også artikler, som begynder med Voer)
Voer er en gammel landsby på det nordlige Djursland, beliggende i Voer Sogn. Landsbyen ligger i Norddjurs Kommune og tilhører Region Midtjylland. Tidligere lå den i Rougsø herred, Randers amt (indtil 1970), derefter Århus amt.

## Færgested
En færge mellem Voer og Mellerup på den nordlige side af fjorden er placeret her, ligesom en lidt større færge fra Udbyhøj til Udbyhøj Vasehuse giver 2 steder med færgefart over Randers Fjord på det 20 km lange fjordstræk der indbefatter Gudenåens nedre løb mellem Randers og Kattegat. Voer-Mellerup-færgen er en minifærge med plads til 3 - 4 personbiler. Den lidt større færge ved Udbyhøj ligger yderst ved Randers Fjords udmunding til Kattegat. Færgefart fra Voer er først omtalt i 1613.

## Kyst- og Fjordcentret
Besøgscentret, Kyst- og Fjordcentret, i Voer er et naturorienteret sted med fokus på Randers Fjord, der er Gudenåens udløb til Kattegat. Her er der indendørs udstillinger om fjorden, mulighed for overnatning og udlejning af lokaler, ligesom naturvejlederne laver guidede forløb omkring fjorden og dens liv. Man kan også leje både, ligesom der er et lager af waders beregnet på ekskursioner med gæster ud i fjordvandet.

## Lystfiskeri
Sildefiskeri: Randers Fjord neden for Voer, er kendt blandt danske og udenlandske lystfiskere som et sted, hvor man kan fange sild fra land. Man parkerer langs den dæmning, der beskytter baglandet mod oversvømmelser, og fisker fra det moleagtige løb, der strækker sig syd for Voer-Mellerup-færgelejet. Det specielle her er, at der er et bolværk ud til en relativt snævert gravet sejlrende, der giver lystfiskere adgang til dybt vand.
De fleste andre steder langs fjorden er adgangen til vandet hæmmet af en tæt bræmme af sivskov, der gør fiskeri fra bredden umulig. Sildesæsonen starter i foråret.

## Voers historie
Ved matriklen 1682 havde Voer 25 gårde og 9 huse uden jord, i alt 1030,2 tønder land dyrket jord sat til i alt 163,69 tønder hartkorn; Voer dyrkede da jorden i trevangsbrug.
Voer omtales omkring 1855 som en by "med Kirke, ...Præstegaard, Skole, Færgehuus, Kro og Kornpakhuse".
Voer var omkring 1875 en by "med Kirke, Præstegaard, Skole, Færgehuus, Kro og 2 Kornpakhuse".
Voer havde omkring 1900 "Kirke, Præstegd., Skole, Kornmagasiner, Kro, Købmandshdl., Anløbsbro for Dampskibe (ved Broens Yderende 13 F.), Færgested med Overfart til Mellerup (Støvring Hrd.) og Telefonst."
Voer omtales omkring 1923 som en by "med Kirke, Præstegd., Skole, Forskole (opf. 1912), Forsamlingshus, Alderdomshjem (opf. 1923; 8 Værelser), Brugsforen., Købmandshdl., Kro, Kornmagasin og en 180 m lang Anløbsbro for Dampskibe (ved Yderenden en Dybde af 4,7 m, fra Broen Færgefart til Mellerup i Støvring Hrd.)".
Voer beskrives omkring 1960 som en "bymæssig bebyggelse ... m. kirke, præstegd., forskole (opf. 1912), forsamlingshus, alderdomshjem (opf. 1923; 8 værelser); ved fjorden kornmagasin og en 180 m lang anløbsbro (vanddybde ved enden 4,7 m) m. færgefart til Mellerup".
Voer Kirke består af skib og kor samt tårn mod vest og våbenhus mod syd. Skib og kor er bygget i romansk stil af granitkvadre på sokkel med skråkant og har bjælkeloft. I kirken blev i 1898 afdækket kalkmalerier.